# Eugène Samuel-Holeman
Eugène Clément Samuel-Holeman (Schaarbeek, 30 november 1863 – Etterbeek, 25 januari 1942) was een Belgisch componist, pianist en dirigent.
Hij was zoon van musicus Adolphe Samuel en Barbe Berthe Emanuel.
Het was niet zeker dat hij in de muziekwereld zou belanden. Hij studeerde namelijk filosofie en letteren aan de Universiteit van Gent en pianolessen  (Franz De Vos) en muziektheorie (Adolphe Samuel) aan het Koninklijk Conservatorium Gent. Hij was voornamelijk bezig in Frankrijk. Hij nam als pianist deel aan de Lamoureuxconcerten in Parijs (1894). Hij werd vervolgens dirigent te Grasse (1895) en koordirigent te Monte Carlo (1897). Hij trok zich als onafhankelijk musicus terug in Brussel.
Zijn werken werden geschreven in een moderne stijl waarbij hij niet zelden gebruik maakte van de heletoonstoonladder (ook wel "Gammes de Samuel" genaamd) en dodecafonie. Hij schreef minstens twee opera’s. La jeune fille á la fenêtre  is een monodrama op tekst van Camille Lemonnier en kende uitvoeringen in Duitsland, Frankrijk en België (onder meer de Koninklijke Muntschouwburg); het werk heeft stijlkenmerken gemeen met muziek van Erik Satie; hij werd wel de "Belgische Satie" genoemd. Het was eind jaren dertig te beluisteren via de Nederlandse radio. Andere werken zijn Un vendredi-Saint en Zélande (opera) , een Te Deum, A la tombe anonyme en een strijkkwartet. Hij bedacht zelf ook een componeertechniek die opeenvolgende boventonen combineerde.